# Savitha Shri B
Savitha Shri Bashkar (Chennai, 2007) è una scacchista indiana.
Ha ottenuto il titolo di maestro internazionale femminile in agosto 2021.

## Carriera
Nel 2017 ha vinto a Balewadi il campionato indiano femminile U11 e a Bangkok il campionato asiatico giovanile femminile U12.
Nel 2018 ha vinto a Santiago de Compostela il campionato del mondo femminile U12.
Nel dicembre 2022 si è classificata terza ad Almaty con 8 /11 nel campionato del mondo rapid femminile, dietro a Tan Zhongyi e Dinara Säduakasova.
Ha ottenuto il suo più alto rating FIDE in settembre 2022, con 2435 punti Elo.